# Человек-оркестр (фильм, 1970)
«Человек-оркестр» — французская музыкальная кинокомедия с Луи де Фюнесом в главной роли.

## Сюжет
Хореограф и балетный импресарио Эван Эванс (Луи де Фюнес) руководит танцевальной труппой и тщательно следит за тем, чтобы его танцовщицы не имели контактов с мужчинами и сконцентрировались только на работе. Для этого ему приходится быть очень изобретательным и даже манипулировать чувствами своего племянника Филиппа (Оливье де Фюнес). Одна из подопечных мсье Эванса скрывает от него, что у неё есть ребёнок, который находится у кормилицы в Италии. Но во время турне по Италии она узнаёт, что кормилица больше не может смотреть за ребёнком и нужно срочно искать ей замену. Поскольку на это требуется время, участницы труппы, посвящённые в тайну своей подруги, решают подкинуть ребёнка Эвансу, выдав его за незаконнорождённого сына Филиппа. Эванс, скрепя сердце, начинает ухаживать за младенцем, предварительно устроив Филиппу допрос. Филипп признаётся, что действительно имел подругу в Риме в прошлом году. Дядя и племянник отправляются на поиски матери ребёнка. Девушка, оказавшаяся сицилийкой, действительно родила ребёнка от Филиппа, за что без конца подвергается нападкам своих строгих родственников. Оказавшись в её доме, Эванс и Филипп получают второго ребёнка и едва успевают унести ноги от разъярённых сицилийцев. Так кто же тогда мать первого малыша, оставшегося в гостинице? Филипп снова начинает вспоминать детали своего прошлогоднего пребывания в Риме...

## Интересные факты
- В роли Филиппа Эванса, племянника мсье Эванса, снялся Оливье де Фюнес. В реальной жизни "дядя" и "племянник" являются отцом и сыном.
- В начале фильма два автомобиля, которые делят дорогу - это Lamborghini Miura (жёлтый) и Fiat 124 Sport Coupé (первая серия 1967 года) (красный).

## Роли исполняли и дублировали
- Луи де Фюнес (Владимир Кенигсон) — Эван Эванс
- Оливье де Фюнес (Родион Нахапетов) — Филипп
- Ноэль Адам (Нелли Пянтковская) — Франсуаза
- Пак Адамс (Елена Чухрай) — Лина
- Поль Пребуа (Степан Бубнов) — директор гостиницы
- Франко Фабрици — жених Франсуазы
- Мишлин Люссьони (Нина Агапова) — озабоченная женщина на яхте
- Мартина Келли — танцовщица, которая выходит замуж
- Тиберио Мурджа — отец сицилианки
- Марко Тулли (Роман Ткачук) — комиссар
- Франко Вольпи (Владимир Дружников) — маркиз

Фильм был дублирован на киностудии «Союзмультфильм» в 1973 году.
- Режиссёр дубляжа — Георгий Калитиевский
- Звукооператор — Владимир Кутузов
- Русский текст — Мира Михелевич
- Редактор — Татьяна Папорова